# Kereu (rivière)
La rivière Kereu  (anglais : Kereu River) est un cours d’eau du nord-est de l’Île du Nord, dans le district d'Opotiki dans la Région de la Baie de l'Abondance de la Nouvelle-Zélande. 

## Géographie
Elle s’écoule vers le nord-ouest à partir de ses sources, la plus large étant le «Hauhauponamu Stream» et atteint la mer dans l’extrémité de la Baie de l'Abondance ou Bay of Plenty, tout près du centre-ville de Te Kaha.